# Weißach (Saalbach)
Die Weißach ist der fast 11 Kilometer lange rechte Quellbach der Saalbach in Baden-Württemberg.

## Name
Der Name Weißach bezieht sich auf Eigenschaften des Wassers; weiß steht in der Mundart für hell, klar oder rein. Die Namensendung -ach  ist ein im Alpenraum und in Südwestdeutschland häufiges Hydronym. Der heutige Name Weißach wurde 1935 durch einen Erlass des Badischen Finanz- und Wirtschaftsministeriums festgelegt, das sich zuvor mit dem Badischen Kultusministerium und dem Württembergischen Kultministerium verständigt hatte.
Vor 1935 wurde die Weißach teilweise der Saalbach zugerechnet; beispielsweise verortete Johann Goswin Widder in seiner Beschreibung der Kurpfalz von 1786 die Quelle der Saalbach bei Freudenstein. Auch von amtlichen Stellen wurde die Weißach als Teil der Saalbach betrachtet, so in den Beiträgen zur Hydrographie des Großherzogtums Baden oder in Topographischen Karten von 1875 und 1927, in denen der Bach in der Gemarkung der badischen Stadt Bretten als Saalbach bezeichnet wird, in der flussaufwärts gelegenen württembergischen Stadt Knittlingen hingegen als Weißach.
In der Stadt Bretten war der Name Breitenbach (1529 „bis zur Breittenbäch“) gebräuchlich.

## Geographie

### Verlauf
Die Weißach entspringt auf der Gemarkung der Kleinstadt Knittlingen im Enzkreis am Nordhang des Scheuelbergs (382 m) auf etwa 295 m im Wald, verlässt diesen nach Nordwesten und erreicht das Dorf Freudenstein. Hier wechselt sie dauerhaft auf Westkurs und die K 4516 aus Diefenbach im Osten tritt ins Tal. Die Weißach durchquert das Dorf vollends und passiert gleich danach Hohenklingen im Talmund eines linken Zuflusses. Sie zieht danach durchs sogenannte, zum Teil unter Naturschutz stehende Weissacher Tal, an dessen Ende sie in einen über 5 ha großen See, das Hochwasserrückhaltebecken Weissacher Tal, einfließt. Nach dem Wiederauslauf mündet von rechts der Bernhardsbach zu, dann erreicht sie gleich Knittlingen selbst.
Hier läuft unter dem Ortskern auf dem Mündungssporn von links der Eselbach zu. Nachdem sie das Ortsende und etwas abwärts die zugehörige Störrenmühle hinter sich gelassen hat, tritt sie gleich auf die Stadtgemarkung von Bretten im Landkreis Karlsruhe über, wo ihr von rechts der Seebergerbach durch einen Muschelkalkbruch am Ausgang des Seitentales zufällt. Hier steigt auch die Bundesstraße 35 vom linken Hang herab und wird zur Talstraße. Weiterhin westlich fließend, erreicht sie unterm Damm der Kraichtalbahn hindurch den Siedlungsbereich der Mittelstadt, wo aus dem Norden ihr letzter Zufluss Gölshäuser Dorfbach mündet. Nach einem weiteren Kilometer durch die Stadt fließt sie selbst mit der linken Salzach zur Saalbach zusammen.

### Einzugsgebiet
Die Weißach entwässert als dessen rechter Quellbach etwa 41 km² des westlichsten Stromberg und südöstlichen Kraichgaus nach Westen zum Rhein-Zufluss Saalbach hin. Ihr Einzugsgebiet stößt im Norden an dasjenige des bedeutenderen Kraichbachs, hinter der östlichen Wasserscheide konkurriert die ebenfalls größere Metter gegenläufig zum mittleren Neckar. Im Süden zu ihrer Linken läuft der andere Saalbach-Quellbach, der sowohl etwas mehr Einzugsgebiet hat als auch etwa anderthalb mal so lang ist wie sie.
Die höchste Erhebung im Einzugsgebiet ist der 381,6 m hohe Scheuelberg am Ostrand, unter dem der Bach entspringt. Östlich von Knittlingen und Großvillars gehört das Gebiet noch dem Stromberg an, hier ist die Landschaft sehr zertalt, die tälertrennenden Bergzüge sind markant und meist mit Wald bedeckt, im Kraichgauteil dagegen außer am Nordrand offen.

### Zuflüsse und Stillgewässer
Liste der direkten Zuflüsse und  Seen am Lauf von der Quelle zur Mündung. Mit Höhe, Länge, Seefläche und Einzugsgebiet wo verfügbar. Andere Quellen sind vermerkt.
Quelle der Weißach auf etwa 295 m auf dem bewaldeten Nordhang des Scheuelbergs (381,6 m) im Scheithau. Läuft zunächst nordwestlich in Richtung Knittlingen-Freudenstein.
- Burgstallbach, von rechts und Osten auf über 240 m im östlichen Freudenstein, 1,2 km. Entsteht auf etwa 302 m im Gewann Brunnquell am Kamm vor dem Gießbachtal im Osten bei Sternenfels-Diefenbach. Von hier an fließt die Weißach westlich.
- Moorklingenbach, (auch Mohrenklingenbach)[12] von links und Süden auf 217,1 m[13] in Knittlingen-Hohenklingen, 1,3 km und 1,9 km². Entsteht auf unter 300 m im Hangwald Köbler.
- Durchfließt etwas vor dem Ortsrand Knittlingens auf über 200 m das dauereingestaute Hochwasserrückhaltebecken Weissacher Tal,[14] 5,5 ha, im Naturschutzgebiet Weissacher Tal.
- Bernhardsbach, von rechts und Nordosten auf etwa 193,5 m[11] etwa 200 Meter nach dem Seeausfluss, 3,8 km und 5,4 km². Entfließt dem 1,3 ha großen Bernhardsweiher.
- Eselbach (auch Eßelbach oder Esselbach),[12] von links und Südosten auf etwa 185 m zwischen den zwei Knittlinger Kirchen, 2,8 km und 6,0 km². Entsteht auf etwa 220 m am Ostrand des Schillingswaldes.
- Teichgruppe auf unter 200 m links des Laufs beim Steinbruch an der Knittlinger Störrmühle auf Gemarkung schon von Bretten, zusammen 0,4 ha.
- Seebergerbach (auch Seebergbach, Bergseebach, ältere Namen Quellenbach, Langwiesenbächlein, Eitelsbach),[15] von rechts und Nordosten auf etwa 177 m nach Durchlaufen des Steinbruchs, 4,5 km und 6,9 km². Entsteht auf etwa 230 m am Nordrand von Oberderdingen-Großvillars.
- Gölshäuser Dorfbach (auch Quellenbachgraben, Gölshauser Bach, in Gölshausen nur Dorfbach),[16] von rechts und Norden in Bretten nach Durchlauf unter dem Damm der Kraichgaubahn, 3,9 km und 7,3 km². Entsteht auf etwa 227 m am Nordrand des Lehrwalds zum Schlupf.

Zusammenfluss der Weißach von rechts und Osten mit der linken und südöstlichen Salzach zur Saalbach, der dann nordwestlich abfließt.